# Rakulik
Rakulik je naselje v Občini Postojna.